# Power Mac

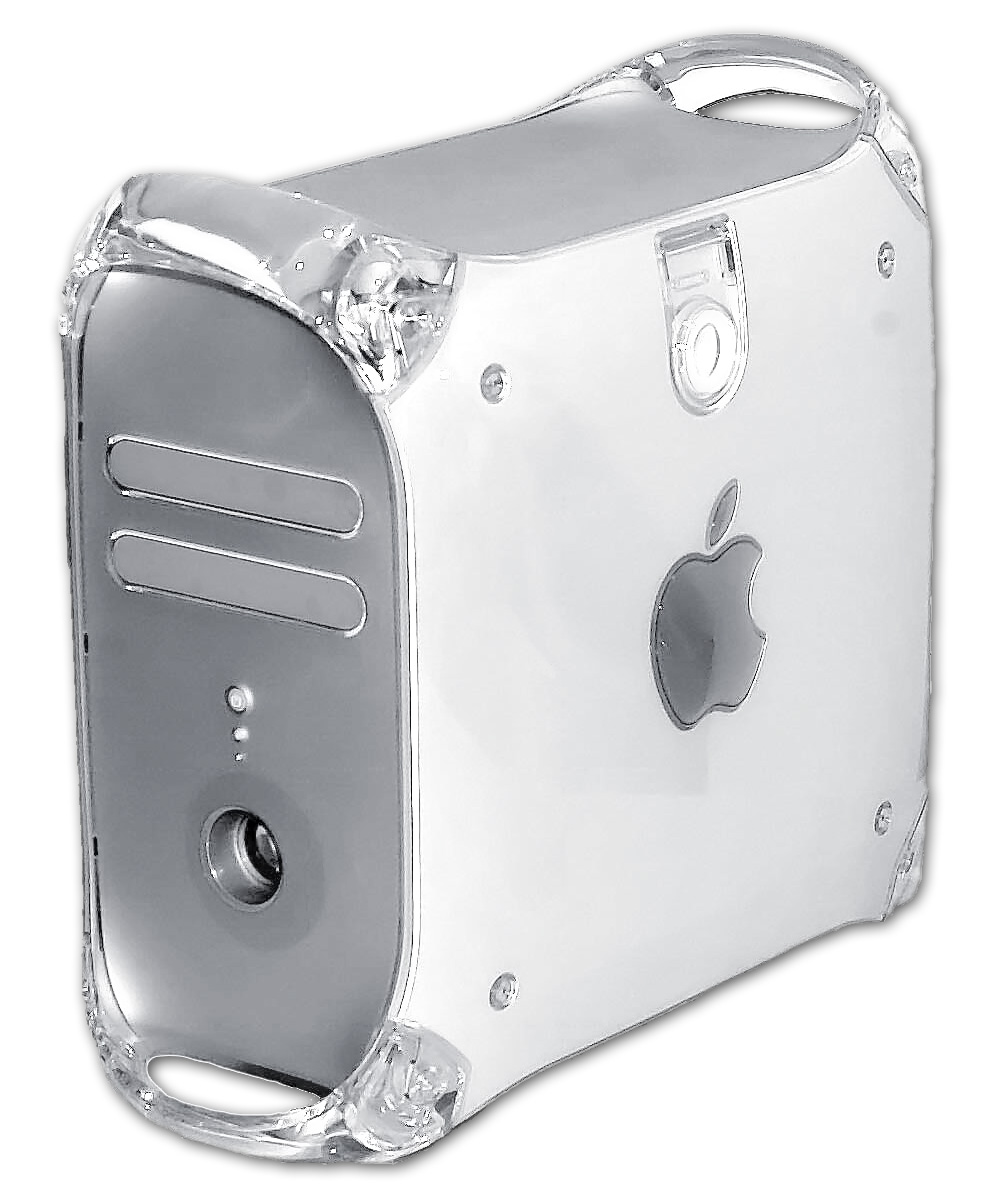
Power Mac G4

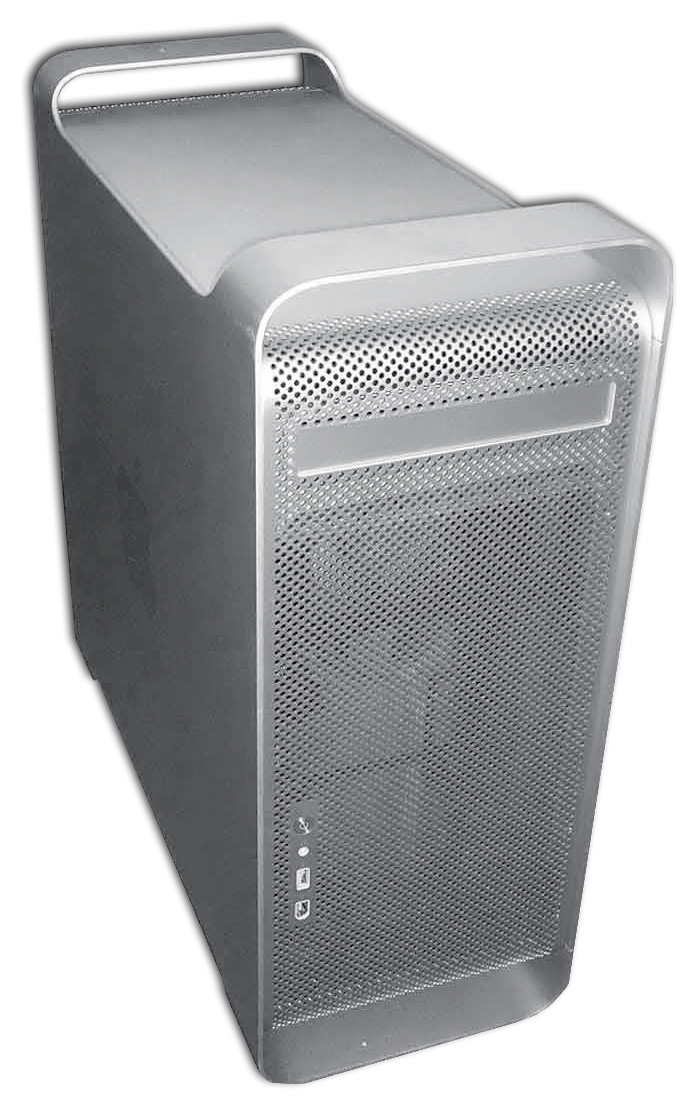
Power Mac G5

Power Mac lub Power Macintosh – linia komputerów osobistych firmy Apple bazowanych na różnych modelach procesorów PowerPC.
Pierwszym komputerem tej linii był Power Macintosh 6100 wprowadzony na rynek w 1994. Był to pierwszy komputer firmy Apple używający procesora PowerPC. Do tego czasu wszystkie komputery produkowane przez Apple używały procesorów serii 68k. W przeciągu następnych dwóch lat Apple całkowicie przestawił się na produkcję komputerów z nowymi procesorami, wycofując ostatnie modele z procesorami serii 68k w roku 1996. Z technicznego punktu widzenia, wszystkie komputery produkowane przez Apple od tego czasu do wprowadzenia pierwszych procesorów firmy Intel w 2005 należą do rodziny Power Mac. Oficjalnie Apple ogranicza tę nazwę do swojej linii komputerów najwyższej klasy komputerów stacjonarnych (desktopów).
Obecne i niedawne modele komputerów Power Mac to:
- Power Macintosh G3
- Power Mac G4
- Power Mac G4 Cube
- Power Mac G5

Począwszy od modeli G4 nazwa Power Macintosh została zastąpiona nową nazwą Power Mac.
W ciągu roku 2006 Apple stopniowo zaczęła używać procesorów firmy Intel we wszystkich swoich produktach. W lipcu 2006 roku linia Power Mac została wycofana z produkcji i zastąpiona przez serię Mac Pro, zbudowaną z wykorzystaniem platformy Intel vPro i 64-bitowych procesorów Intel Xeon 5100.